# Ronde van Italië 1954
| Eindklassement      |                                                         |              |
| Algemeen klassement | Carlo Clerici                                           | 129h 13' 07" |
| Tweede              | Hugo Koblet                                             | + 24' 16"    |
| Derde               | Giovanni Assirelli                                      | + 26' 28"    |
| Vierde              | Fausto Coppi                                            | + 31' 17"    |
| Vijfde              | Giancarlo Astrua                                        | + 33' 09"    |
| Zesde               | Fiorenzo Magni                                          | + 34' 01"    |
| Zevende             | Gerrit Voorting                                         | + 35' 05"    |
| Achtste             | Pasquale Fornara                                        | + 36' 21"    |
| Negende             | Fritz Schär                                             | + 40' 51"    |
| Tiende              | Angelo Conterno                                         | + 41' 07"    |
| (Bel)               | Hilaire Couvreur (30e)                                  | + 1h 18' 38" |
| Rode Lantaarn       | Hortensio Vidaurreta (67e)                              | + 3h 38' 41" |
| Bergklassement      | Fausto Coppi                                            | ... punten   |
| Tweede              | Giancarlo Astrua                                        | ... punten   |
| Derde               | Diverse renners (Volpi, Gianneschi, Rossello, Conterno) | ... punten   |
| Ploegenklassement   | Girardengo                                              | ?            |
| Tweede              | ?                                                       | ?            |
| Derde               | ?                                                       | ?            |

In 1954 ging de 37e Giro d'Italia op 21 mei van start in Palermo. Hij eindigde op 13 juni in Milaan. Er stonden 105 renners verdeeld over 15 ploegen aan de start. Hij werd gewonnen door Carlo Clerici.
Aantal ritten: 22

Totale afstand: 4331 km

Gemiddelde snelheid: 33,208 km/h

Aantal deelnemers: 105

## Belgische en Nederlandse prestaties
In totaal namen er 7 Belgen en 7 Nederlanders deel aan de Giro van 1954.

### Belgische etappezeges
- Rik Van Steenbergen won de 5e etappe van Bari naar Napels, de 16e etappe van Riva del Garda naar Abano Terme, de 17e etappe van Abano Terme naar Padua en de 22e etappe van Sankt-Moritz naar Milaan.
- Hilaire Couvreur won de 12e etappe van Abetone naar Genua.

### Nederlandse etappezeges
- Wout Wagtmans won de 13e etappe van Genua naar Turijn en de 19e etappe van Grado naar San Martino di Castrozza..

## Etappe uitslagen
| Datum   | Etappe    | Parcours                                    | Afstand | Eerste                    | Tweede                 | Derde                      | Klassementsleider      |
| ------- | --------- | ------------------------------------------- | ------- | ------------------------- | ---------------------- | -------------------------- | ---------------------- |
| 21 mei  | etappe 1  | Palermo - Monte Pellegrino (ploegentijdrit) | 36 km   | Bianchi                   | Guerra                 | Girardengo                 | Fausto Coppi (Ita)     |
| 22 mei  | etappe 2  | Palermo - Taormina                          | 280 km  | Giuseppe Minardi (Ita)    | Fiorenzo Magni (Ita)   | Fritz Schär (Zwi)          | Giuseppe Minardi (Ita) |
| 23 mei  | etappe 3  | Reggio Calabria - Catanzaro                 | 172 km  | Nino Defilippis (Ita)     | Ettore Milano (Ita)    | Marcello Pellegrini (Ita)  | Giuseppe Minardi (Ita) |
| 24 mei  | etappe 4  | Catanzaro - Bari                            | 352 km  | Angelo Conterno (Ita)     | Danilo Barozzi (Ita)   | Agostino Coletto (Ita)     | Giuseppe Minardi (Ita) |
| 25 mei  | etappe 5  | Bari - Napels                               | 279 km  | Rik Van Steenbergen (Bel) | Michele Gismondi (Ita) | Gerrit Voorting (Ned)      | Gerrit Voorting (Ned)  |
| 26 mei  | etappe 6  | Napels - L'Aquila                           | 252 km  | Carlo Clerici (Zwi)       | Nino Assirelli (Ita)   | Edward Peeters (Bel)       | Carlo Clerici (Zwi)    |
| 27 mei  | etappe 7  | L'Aquila - Rome                             | 150 km  | Giorgio Albani (Ita)      | Hugo Koblet (Zwi)      | Fausto Coppi (Ita)         | Carlo Clerici (Zwi)    |
| 28 mei  | etappe 8  | Rome - Chianciano Terme                     | 195 km  | Giovanni Pettinati (Ita)  | Wout Wagtmans (Ned)    | Walter Serena (Ita)        | Carlo Clerici (Zwi)    |
| 29 mei  | etappe 9  | Chianciano Terme - Florence                 | 180 km  | Giovanni Corrieri (Ita)   | Rino Benedetti (Ita)   | Mario Baroni (Ita)         | Carlo Clerici (Zwi)    |
| 30 mei  | etappe 10 | Florence - Cesenatico                       | 211 km  | Pietro Giudici (Ita)      | Danilo Barozzi (Ita)   | Pasquale Fornara (Ita)     | Carlo Clerici (Zwi)    |
| 1 juni  | etappe 11 | Cesenatico - Abetone                        | 230 km  | Mauro Gianneschi (Ita)    | Adolfo Grosso (Ita)    | Franco Franchi (Ita)       | Carlo Clerici (Zwi)    |
| 2 juni  | etappe 12 | Abetone - Genua                             | 251 km  | Hilaire Couvreur (Bel)    | Renzo Soldani (Ita)    | Renato Ponzini (Ita)       | Carlo Clerici (Zwi)    |
| 3 juni  | etappe 13 | Genua - Turijn                              | 211 km  | Wout Wagtmans (Ned)       | Giorgio Albani (Ita)   | Giuseppe Favero (Ita)      | Carlo Clerici (Zwi)    |
| 4 juni  | etappe 14 | Turijn - Brescia                            | 240 km  | Annibale Brasola (Ita)    | Pierino Baffi (Ita)    | Wim van Est (Ned)          | Carlo Clerici (Zwi)    |
| 6 juni  | etappe 15 | Gardone Riviera - Riva del Garda (tijdrit)  | 42 km   | Hugo Koblet (Zwi)         | Fausto Coppi (Ita)     | Fiorenzo Magni (Ita)       | Carlo Clerici (Zwi)    |
| 7 juni  | etappe 16 | Riva del Garda - Abano Terme                | 131 km  | Rik Van Steenbergen (Bel) | Renzo Soldani (Ita)    | Wim van Est (Ned)          | Carlo Clerici (Zwi)    |
| 8 juni  | etappe 17 | Abano Terme - Padua                         | 105 km  | Rik Van Steenbergen (Bel) | Annibale Brasola (Ita) | Giovanni Corrieri (Ita)    | Carlo Clerici (Zwi)    |
| 9 juni  | etappe 18 | Padua - Grado                               | 236 km  | Adolfo Grosso (Ita)       | Guido De Santi (Ita)   | Aldo Zuliani (Ita)         | Carlo Clerici (Zwi)    |
| 10 juni | etappe 19 | Grado - San Martino di Castrozza            | 247 km  | Wout Wagtmans (Ned)       | Primo Volpi (Ita)      | Hortensio Vidaurreta (Spa) | Carlo Clerici (Zwi)    |
| 1 juni  | etappe 20 | San Martino di Castrozza - Bolzano          | 152 km  | Fausto Coppi (Ita)        | Giancarlo Astrua (Ita) | Hugo Koblet (Zwi)          | Carlo Clerici (Zwi)    |
| 12 juni | etappe 21 | Bolzano - Sankt Moritz                      | 222 km  | Hugo Koblet (Zwi)         | Gino Bartali (Ita)     | Renato Ponzini (Ita)       | Carlo Clerici (Zwi)    |
| 13 juni | etappe 22 | Sankt Moritz - Milaan                       | 222 km  | Rik Van Steenbergen (Bel) | Giorgio Albani (Ita)   | Fausto Coppi (Ita)         | Carlo Clerici (Zwi)    |

 winnaars · 
roze trui · 
  puntenklassement · 
  bergklassement · 
 jongerenklassement · 
 intergiro · 
 ploegenklassement · 
 strijdlust · 
 zwarte trui
Giro d'Italia Next Gen · Giro Donne · Cima Coppi
 Belgische rozetruidragers · etappewinnaars
 Nederlandse rozetruidragers · etappewinnaars
Mannen:
1909 · 
1910 · 
1911 · 
1912 · 
1913 · 
1914 · 
1919 · 
1920 · 
1921 · 
1922 · 
1923 · 
1924 · 
1925 · 
1926 · 
1927 · 
1928 · 
1929 · 
1930 · 
1931 · 
1932 · 
1933 · 
1934 · 
1935 · 
1936 · 
1937 · 
1938 · 
1939 · 
1940 · 
1946 · 
1947 · 
1948 · 
1949 · 
1950 · 
1951 · 
1952 · 
1953 · 
1954 · 
1955 · 
1956 · 
1957 · 
1958 · 
1959 · 
1960 · 
1961 · 
1962 · 
1963 · 
1964 · 
1965 · 
1966 · 
1967 · 
1968 · 
1969 · 
1970 · 
1971 · 
1972 · 
1973 · 
1974 · 
1975 · 
1976 · 
1977 · 
1978 · 
1979 · 
1980 · 
1981 · 
1982 · 
1983 · 
1984 · 
1985 · 
1986 · 
1987 · 
1988 · 
1989 · 
1990 · 
1991 · 
1992 · 
1993 · 
1994 · 
1995 · 
1996 · 
1997 · 
1998 · 
1999 · 
2000 · 
2001 · 
2002 · 
2003 · 
2004 · 
2005 · 
2006 · 
2007 · 
2008 · 
2009 · 
2010 · 
2011 · 
2012 · 
2013 · 
2014 · 
2015 · 
2016 · 
2017 · 
2018 · 
2019 · 
2020 · 
2021 · 
2022 · 
2023 · 
2024 · 
2025
Vrouwen:
1988 · 
1989 · 
1990 · 
1991 ·
1992 ·
1993 · 
1994 · 
1995 · 
1996 · 
1997 · 
1998 · 
1999 · 
2000 · 
2001 · 
2002 · 
2003 · 
2004 · 
2005 · 
2006 · 
2007 · 
2008 · 
2009 · 
2010 · 
2011 · 
2012 ·
2013 · 
2014 ·
2015 ·
2016 ·
2017 ·
2018 ·
2019 ·
2020 ·
2021 ·
2022 ·
2023 ·
2024 ·
2025